# Gibson ES-295
Gibson ES-295 — електрогітара з порожнистим корпусом, виготовлена компанією Gibson Guitar Company. ES-295 була представлена у травні 1952 року як модніша версія ES-175. Модель 295 мала такі ж розміри, як і модель ES-175, але мала золотисте покриття та комбінований трапецієподібний міст/хвостову частину.

## Історія
У 1952 році Лес Пол взяв на себе відповідальність за створення ES-295. Кажуть, що він подзвонив у Gibson і сказав їм намалювати золото ES-175 для молодого чоловіка, якого Пол зустрів у лікарні. Перші ES-295 були оснащені одним звукознімачем. До 1953 року гітара поставлялася з двома звукознімачами. Була розроблена як повнорозмірна порожниста арка, яка продаватиметься разом із суцільною моделлю Les Paul. Початкова ціна ES-295 була 295 доларів. Виробництво гітари було знято в 1959 році.